# Carl Hesse (Orgelbauer)

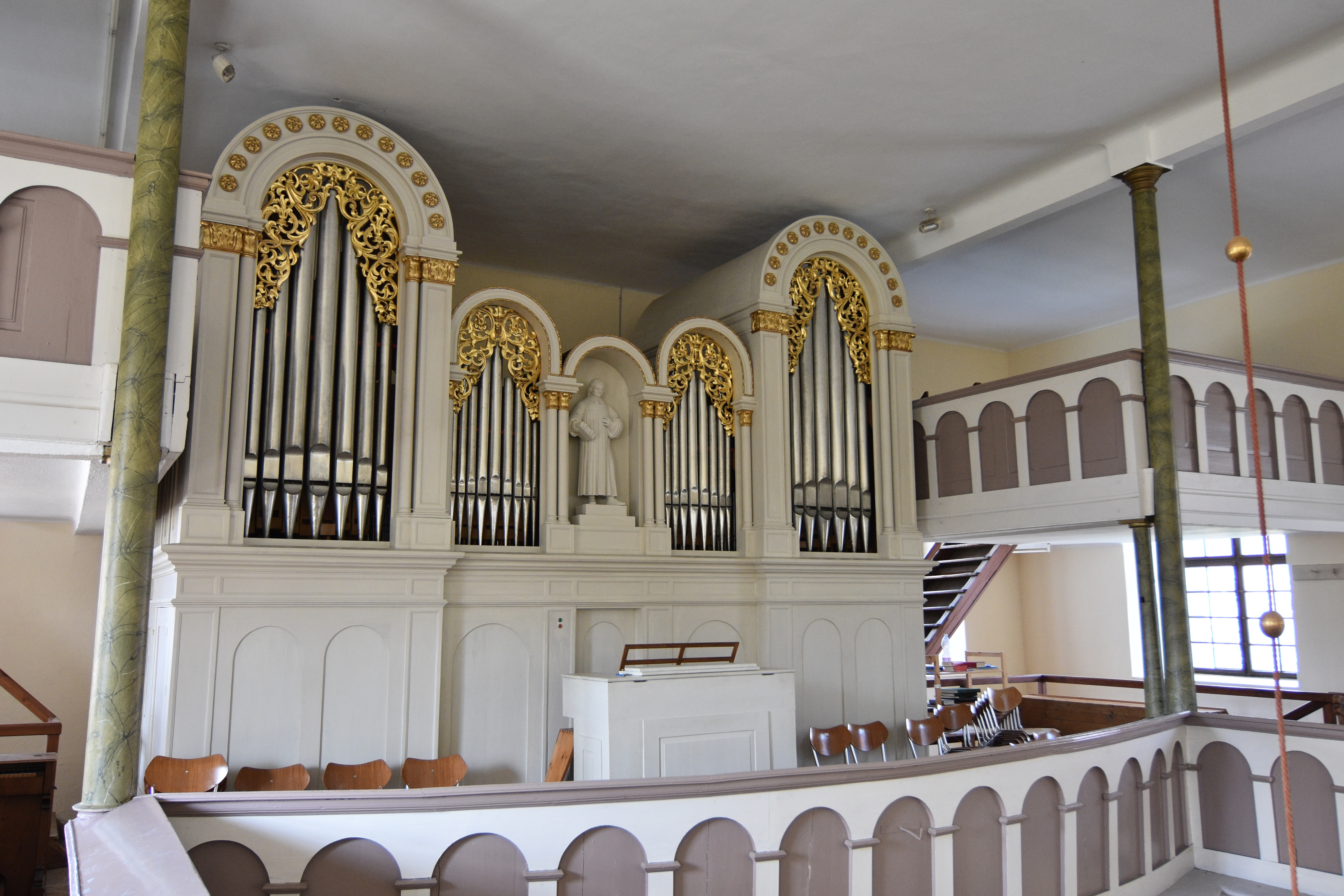
Evangelische Pfarrkirche Oberschützen

Johann Carl August Hesse (* 6. August 1808 in Paplitz, Königreich Preußen; † 18. Juli 1882 in Pest, Österreich-Ungarn) war ein deutscher Orgelbauer in Triest und Wien. Er gilt als einer der bedeutendsten und produktivsten Orgelbauer in der österreichisch-ungarischen Monarchie im 19. Jahrhundert.

## Leben
Carl Hesse wurde als Sohn des Zimmergesellen Johann Friedrich Hesse und von Johanna Regina geborene Koch im brandenburgischen Paplitz geboren. Ob er dort eine Orgelbauerlehre begann, ist unbekannt, sein Werk zeigte aber später Einflüsse des deutschen Orgelbaus.
Um 1833 kam er nach Triest, wo er die Werkstatt von Pietro Antonio Bossi übernahm. Carl Hesse studierte den italienischen Orgelbau und war zeitlebens von diesem maßgebend beeinflusst. In den folgenden Jahren baute er einige neue Werke im Adriaraum, dem heutigen Slowenien und Kroatien.
1848 baute er eine Orgel in Gumpendorf, damals noch bei Wien, und ließ sich dort in der Millergasse 19 nieder. Der Ort wurde 1850 nach Wien eingemeindet. Von dort baute er zahlreiche Orgeln, vor allem in den verschiedenen Ländern der österreichisch-ungarischen Monarchie, aber auch einige im Russischen und im Osmanischemn Reich.
1880 übersiedelte er zu seinem Sohn nach Pest (heute Budapest), wo er 1882 nach reichem Schaffen starb und auf dem dortigen evangelischen Friedhof beigesetzt wurde.

### Ehe und Familie
Carl Hesse war mit Maria Barbara Josefa Witek verheiratet. Der Sohn Carl Hesse jun. (ungarisch Károly Hesse, 1854–1935) gründete zunächst eine Harmoniumfabrik in Wien und wechselte um 1900 nach Ödenburg (Sopron), wo er Harmonien baute und Orgeln reparierte. Der Sohn Johann Baptist Hesse war als Instrumentenbauer in Wien tätig, der Sohn Franz Hesse (Ferenc Hesse) war in Pest Klavierstimmer und -reparateur.

## Werke (Auswahl)

### Orgelneubauten
Ein Werkverzeichnis führt 108 Orgelneubauten von Carl Hesse bis 1873 auf, darunter 60 in Ungarn, 15 in Siebenbürgen, mindestens 9 im adriatischen Raum, 8 in Wien, 6 in Niederösterreich, weitere in den heutigen Ländern Slowenien, Kroatien, Ukraine, Türkei, Ägypten und weiteren Ländern. Danach folgten weitere, vor allem in Niederösterreich. Einige sind erhalten. Nicht mehr vorhandene Orgeln sind kursiv gesetzt.
| Jahr | Opus | Ort                                          | Kirche                                                                           | Bild | Manuale | Register | Bemerkungen |
| ---- | ---- | -------------------------------------------- | -------------------------------------------------------------------------------- | ---- | ------- | -------- | --- |
| 1836 | 1    | Triest                                       | Anglikanische Kirche                                                             |      |         |          | 1922 abgetragen |
| 1843 | 5    | Ragusa, heute Dubrovnik, Dalmatien, Kroatien | Kathedrale                                                                       |      |         |          | In Gehäuse von 1690, nicht erhalten |
| 1847 | 8    | Corta d'Isonzo, heute Korte, Slowenien       | Kirche St. Augustin                                                              |      | I/P     | 12       | Nicht erhalten |
| 1848 | 10   | Gumpendorf bei Wien                          | Zwölf-Apostel-Kirche, heute Gustav-Adolf-Kirche                                  |      | II/P    | 29       | Erste Orgel in Wien, erhalten |
| 1853 | 11   | Wien-Mauer                                   | Pfarrkirche                                                                      |      | I/P     | 17       | Gehäuse erhalten |
| 1852 | 12   | Dekani, heute Slowenien                      | Kirche Mariä Himmelfahrt                                                         |      | I/P     | 13       | Um 1965 ersetzt |
| 1854 | 15   | Deutsch Jahrndorf, Burgenland                | Katholische Kirche                                                               |      | I/P     | 10       | erhalten |
| 1854 |      | Raggendorf, NÖ                               | Pfarrkirche Raggendorf                                                           |      | II/P    | 14       | [ 7 ] |
| 1855 | 12   | Veliki Bukovec, Dalmatien, Kroatien          | Kirche des heiligen Franz von Assisi                                             |      | I/P     | ~ 10     | Gilt als eine der bedeutendsten erhaltenen Orgeln des 19. Jahrhunderts in Kroatien                                                        |
| 1856 | 19   | Perjamosch Haulik, heute Periam, Banat       | Pfarrkirche                                                                      |      | I/P     | 11       | Erhalten |
| 1856 | 20   | Raggendorf, Niederösterreich                 | Pfarrkirche                                                                      |      | I/P     | 14       | Erhalten |
| 1857 | 25   | Kamjanez-Podilskyj, heute Ukraine            | Kathedrale St. Peter und Paul                                                    |      | II/P    | 20       | Erhalten |
| 1860 | 32   | Hermannstadt, heute Sibiu, Siebenbürgen      | Römisch-katholische Pfarrkirche Heilige Dreifaltigkeit, ehemalige Jesuitenkirche |      | II/P    | 24       | Erhalten |
| 1861 |      | Lechnitz, Siebenbürgen                       | Kirche                                                                           |      | I/p     | 8        | 1908 nach Paßbusch, 1986 eingelagert, 2007 in Brașov (Kronstadt) in der Schwarzen Kirche wieder aufgebaut und restauriert, dort Chororgel |
| 1862 |      | Mettersdorf, heute Dumitru, Siebenbürgen     | Evangelische Kirche                                                              |      |         |          | 1945 schwer beschädigt, 1975 abgetragen                                                                                                   |
| 1862 |      | Neunkirchen, Niederösterreich                | Evangelische Pfarrkirche                                                         |      | I/P     | 12       | Erhalten |
| 1862 | 46   | Oberschützen, Burgenland                     | Evangelische Pfarrkirche                                                         |      | I/P     | 15       | Erhalten |
| 1865 | 58   | Zalaegerszeg, Ungarn                         | Pfarrkirche                                                                      |      | II/P    | 26       | 1948 abgetragen |
| 1866 | 62   | Pottendorf, Niederösterreich                 | Pfarrkirche                                                                      |      | I/P     |          | Jahreszahl im Spieltisch |
| 1867 |      | Kelling, heute Câlnic, Siebenbürgen          | Evangelische Kirche                                                              |      | I/P     | 10       | Reparaturen, trotzdem in schlechtem Zustand                                                                                               |
| 1868 |      | Rohrau (Niederösterreich)                    | Pfarrkirche Rohrau                                                               |      | I/P     | 10       | 1982 von Helmut Allgäuer restauriert; Rohrau ist der Geburtsort von Joseph Haydn                                                          |
| 1868 |      | Donnersmarkt, heute Mănărade, Siebenbürgen   | Evangelische Kirche                                                              |      | I/P     | 13       | Schwer beschädigt, nicht spielbar |
| 1869 |      | Birthälm, heute Biertan, Siebenbürgen        | Evangelische Kirche von Birthälm                                                 |      | II/P    | 28       | Erhalten |
| 1870 |      | Rannersdorf, Niederösterreich                | Pfarrkirche                                                                      |      |         |          | |
| 1870 |      | Wien Altlerchenfeld                          | Pfarrkirche Zu den sieben Zufluchten                                             |      | I       | 5        | [ 15 ] |
| 1871 |      | Dunapentele (heute Dunaújváros in Ungarn)    | Dreifaltigkeitskirche in Altstadt                                                |      |         |          | |
| 1873 | 100  | Meschen, heute Moșna, Siebenbürgen           | Evangelische Kirche                                                              |      | II/P    | 29       | 1873 auf der Weltausstellung in Wien, 2014 restauriert                                                                                    |
| 1873 | 107  | Margarethen am Moos, Niederösterreich        | Pfarrkirche Margarethen am Moos                                                  |      | I/P     | 8        | Erhalten |
| 1874 |      | Wien                                         | Mechitaristenkirche Maria Schutz                                                 |      | I/P     | 14       | Erhalten |
| 1875 | 118  | Mödling, Niederösterreich                    | Evangelische Pfarrkirche                                                         |      | I/P     | 6        | 1975 an das Missionshaus Schmiedrait gegeben                                                                                              |
| 1875 |      | Altenwörth, Niederösterreich                 | Pfarrkirche                                                                      |      | I/P     | 10       | Erhalten |
| 1875 |      | Rabenstein an der Pielach, Niederösterreich  | Pfarrkirche                                                                      |      | I/P     | 10       | Erhalten |
| 1875 |      | St. Pölten                                   | Lehrerseminar                                                                    |      | I       | 4        | |
| 1877 |      | Wopfing, Niederösterreich                    | Pfarrkirche Wopfing                                                              |      | I/P     | 7        | Erhalten |
| 1877 |      | Niedersulz, Niederösterreich                 | Pfarrkirche                                                                      |      |         |          | Erhalten |
| 1878 |      | Hohenau an der March, Niederösterreich       | Pfarrkirche Hohenau an der March                                                 |      | I/P     | 10       | 1933 nach Unzmarkt versetzt, erhalten |

### Weitere Arbeiten
| Jahr | Ort  | Kirche             | Bild | Manuale | Register | Bemerkungen |
| ---- | ---- | ------------------ | ---- | ------- | -------- | ----------- |
| 1851 | Wien | Mariahilfer Kirche |      | II/P    | 32       | Umbau       |